# Малі тенреки
Малі тенреки (Microgale) — рід  ссавців родини Тенрекові (Tenrecidae). Відомо 22 живих види і один вимерлий вид. Деякі види були описані протягом останніх[яких?] двадцяти років.

## Опис
Малі тенреки численні в лісових районах Мадагаскару. Зовні вони дуже схожі на наших землерийок і ведуть такий же спосіб життя. Довжина тіла в різних видів від 4 до 13 см, хвоста – від 5 до 16 см, маса – від 5 до 12 г. Хутро коротке і м’яке, без голок. Забарвлення хутра темно-коричневе, маслинове або буре. В одного з них уздовж спини тягнеться темний ремінець на світлому тлі. П’ятипалі лапи не пристосовані до копання.

## Поведінка
Активні з невеликими перервами цілодобово. У деяких видів у хвості накопичується резервний запас жиру. Харчуються різноманітною тваринною їжею, що знаходять у листовій підстилці й у траві: хробаками, молюсками, комахами, павуками. Не уникають вологих дощових лісів. У більшості лісових районів домінують по чисельності й біомасі серед всіх інших ссавців. Поселяються під упалими деревами, серед каменів, у низьких дуплах, на тих ділянках лісу, де є підстилка або трав’янисті зарості. Розмножуються, видимо, у будь-які сезони року.
Зважаючи на все, малі тенреки досить близькі по зовнішньому вигляді до самих древніх з вищих звірів, які з’явилися на нашій планеті в другій половині мезозойської ери.

## Види
- Microgale brevicaudata
- Microgale cowani
- Microgale dobsoni
- Microgale drouhardi
- Microgale dryas
- Microgale fotsifotsy
- Microgale gracilis
- Microgale grandidieri
- Microgale gymnorhyncha
- Microgale jenkinsae
- Microgale jobihely
- Microgale longicaudata
- Microgale majori
- Microgale monticola
- Microgale nasoloi
- Microgale parvula
- Microgale principula
- Microgale pusilla
- Microgale soricoides
- Microgale taiva
- Microgale talazaci
- Microgale thomasi
- † Microgale macpheei [2]